# ふれて未来を
「ふれて未来を」（ふれてみらいを）は、スキマスイッチが2004年6月16日に発売した通算3枚目のシングル。初回生産限定盤・通常盤の2種同時発売。初回盤のCDはエンハンストCD仕様。

## 収録曲
全作詞・作曲：スキマスイッチ
1. ふれて未来を [4:02]
  - TBS系TV全国ネット『日立 世界・ふしぎ発見!』エンディングテーマ[1]
  - 映画『ラフ ROUGH』挿入歌
  - ライブで盛り上がれる曲がなく、当時のディレクターから「ライブの最後にみんなで拍手で盛り上がれる曲を作ってくれ」というオーダーを受けて制作した楽曲。サビもみんなで歌えることを意識して作られている[2]。
  - イントロのピアノのリフは大橋が作ったもの[2]。
  - 常田は「イントロで分かってもらえる曲を作りたかった」と語っている[2]。
  - 2012年に実施された、5thアルバム『musium』までの楽曲を対象としたファン投票で5位となり、『DOUBLES BEST』に収録された。
2. 雨は止まない [4:23]
  - 前シングル表題曲「奏（かなで）」のアンサーソング[3]。
  - 仮契約期間中に制作した"炎の10曲"の内の1曲[4]。
  - 常田が作ったデモを基に制作された[4]。
  - 大橋曰く「四畳半ロック」な楽曲。「自分には作れない世界観」と語っている[4]。
3. 天白川を行く <Instrumental> [2:41]
4. ふれて未来を <Backing track> [4:00]

## 初回特典エンハンストCD
1. 「ふれて未来を」ビデオクリップ
2. 「奏（かなで）」ライブ映像

## 7inchアナログ盤
- 2004年にリリースした3rdシングル「ふれて未来を」のアナログ盤。
- 自身が立ち上げたアナログ専門レーベル「KU-KAN RECORDS」からの第五弾リリース作品[5]。
- 完全限定盤。
- 33回転仕様。
- 「ゴールデンタイムラバー / ためいき」、「さいごのひ / 電話キ」との同時リリース。
- 2020年2月～9月にリリースされた全25タイトルの「特典引換券」を集めて送ることで7インチ収納BOXがプレゼントされる。

### 収録曲
全作詞・作曲：スキマスイッチ

#### SIDE A
1. ふれて未来を

#### SIDE B
1. 雨は止まない

## ライブ映像作品
| 曲名         | 発売年 | 作品名 |
| ------------ | ------ | --- |
| ふれて未来を | 2008年 | スキマスイッチ ARENA TOUR'07 "W-ARENA"THE MOVIE                                                                 |
| ふれて未来を | 2009年 | SUKIMASWITCH TOUR'09 "DOUBLES" LIVE DVD                                                                         |
| ふれて未来を | 2012年 | スキマスイッチ TOUR 2012 “musium” THE MOVIE                                                                     |
| ふれて未来を | 2013年 | スキマスイッチ TOUR 2012-2013“DOUBLES ALL JAPAN”THE MOVIE                                                       |
| ふれて未来を | 2014年 | スキマスイッチ 10th Anniversary Arena Tour 2013 “POPMAN'S WORLD”THE MOVIE                                       |
| ふれて未来を | 2014年 | Sukimaswitch in Augusta Camp 2013                                                                               |
| ふれて未来を | 2015年 | sukimaswitch official fan club DELUXE FAN CLUB EVENT TOUR 「V.I.P. Vol.2」                                      |
| ふれて未来を | 2021年 | スキマスイッチ TOUR 2019-2020 POPMAN'S CARNIVAL vol.22020\| スキマスイッチ2021ライブ&ドキュメンタリーfor DELUXE |
| ふれて未来を | 2022年 | スキマスイッチ 2004ファーストツアー “夏雲ノタビ” 〜日本公演〜 THE MOVIE                                         |
| ふれて未来を | 2022年 | スキマスイッチ TOUR '05 “全国少年” THE MOVIE                                                                    |
| ふれて未来を | 2022年 | スキマスイッチ TOUR '06 “空創トリップ” THE MOVIE                                                                |
| ふれて未来を | 2023年 | 「スキマスイッチ “Live Full Course 2022” 〜 20年分のライブヒストリー 〜」（2022.12.22 日本武道館）              |
| ふれて未来を | 2023年 | DELUXE FAN CLUB EVENT TOUR V.I.P. Vol.4                                                                         |
| ふれて未来を | 2025年 | スキマスイッチ TOUR 2024-2025 “A museMentally” THE MOVIE                                                        |
| 雨は止まない | 2005年 | 全力少年 |
| 雨は止まない | 2012年 | スキマスイッチ TOUR 2012 “musium” THE MOVIE                                                                     |
| 天白川を行く | -      | - |

## 収録アルバム
| 曲名         | 発売年 | 作品名                                                           | 分類         |
| ------------ | ------ | ---------------------------------------------------------------- | ------------ |
| ふれて未来を | 2004年 | 夏雲ノイズ                                                       | オリジナル   |
| ふれて未来を | 2007年 | グレイテスト・ヒッツ                                             | ベスト       |
| ふれて未来を | 2008年 | スキマスイッチ ARENA TOUR'07 "W-ARENA"                           | ライブ       |
| ふれて未来を | 2012年 | スキマスイッチ TOUR 2012 "musium"                                | ライブ       |
| ふれて未来を | 2012年 | DOUBLES BEST                                                     | ベスト       |
| ふれて未来を | 2013年 | POPMAN'S WORLD〜All Time Best 2003-2013〜                        | ベスト       |
| ふれて未来を | 2013年 | スキマスイッチ TOUR 2012-2013“DOUBLES ALL JAPAN”                 | ライブ       |
| ふれて未来を | 2014年 | スキマスイッチ 10th Anniversary Arena Tour 2013 “POPMAN'S WORLD” | ライブ       |
| ふれて未来を | 2017年 | re:Action                                                        | コンセプト   |
| ふれて未来を | 2025年 | スキマスイッチ TOUR 2024-2025 “A museMentally”                   | ライブ       |
| 雨は止まない | 2012年 | スキマスイッチ TOUR 2012 "musium"                                | ライブ       |
| 雨は止まない | 2016年 | POPMAN'S ANOTHER WORLD                                           | ベスト       |
| 雨は止まない | 2021年 | Weather Song of スキマスイッチ                                   | プレイリスト |
| 天白川を行く | 2016年 | POPMAN'S ANOTHER WORLD                                           | ベスト       |

## カバー
ふれて未来を
- 2014年2月26日、中村舞子がカバーアルバム『春色COVERS』でカバー。
- 2014年4月16日、西脇睦宏がアルバム『J-POP GOLDEN HITS Vol.5』でカバー。
- 2024年5月29日、HYがトリビュート・アルバム『みんなのスキマスイッチ』でカバー[6]。